# Détroit du Géographe
Pour les articles homonymes, voir Géographe (homonymie).
Ne doit pas être confondu avec Passage du Géographe.
Le détroit du Géographe est un détroit de la mer de Tasman, dans l'océan Pacifique. Il sépare l'île Schouten de la péninsule Freycinet, une péninsule de l'île principale de Tasmanie, en Australie. Il a été nommé durant l'expédition vers les Terres australes emmenée par Nicolas Baudin au début du XIXe siècle en l'honneur du Géographe, la corvette qu'il commandait.